# Zababa
Zababa est un dieu mésopotamien. C'est la divinité tutélaire d'une des plus importantes villes de ce pays, Kish, qui joue un rôle crucial dans l'histoire au IIIe millénaire av. J.-C. (Période des dynasties archaïques). Les plus anciennes traces de Zababa remontent à cette période. 
On trouve sur le Tell el-Oheimir de la ville son temple principal et sa ziggurat, ainsi que le sanctuaire de sa parèdre, la grande déesse locale Ishtar de Kish. Zababa est un dieu-guerrier, souvent assimilé à partir du IIe millénaire av. J.-C. à un autre dieu ayant les mêmes caractéristiques, Ninurta, originaire de Nippur. 

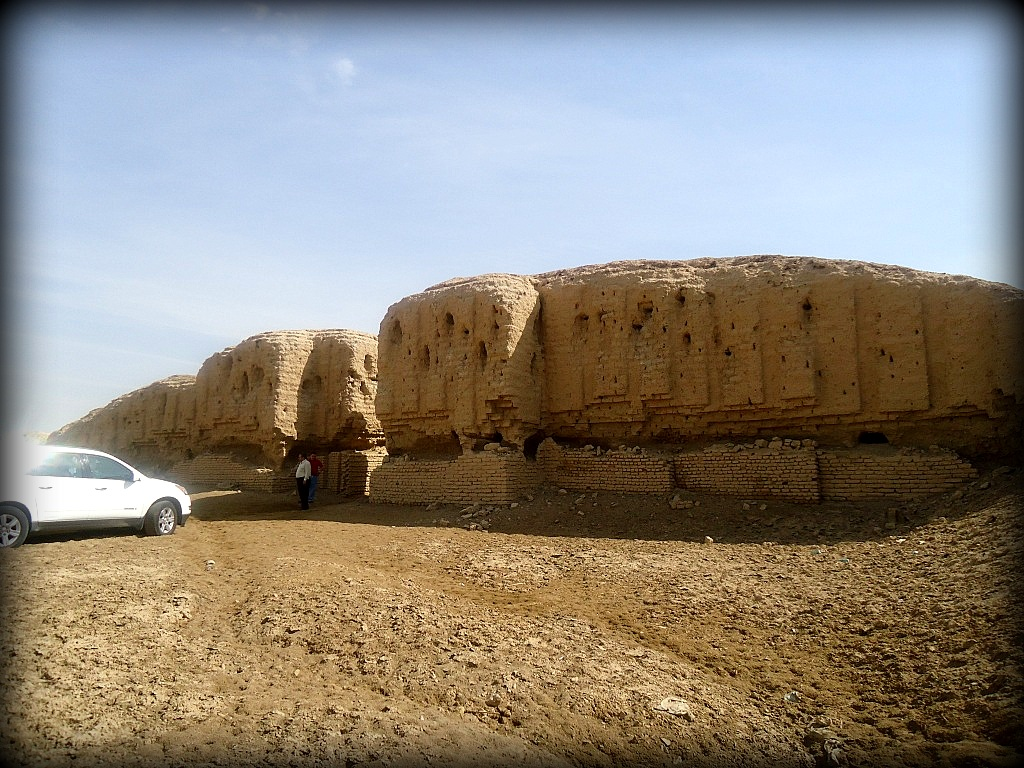
Ruines de la ziggourat de Kish en 2011.